# Tash Aw
Tash Aw (caratteri tradizionali: 歐大旭; caratteri semplificati: 欧大旭; pinyin: Ōu Dàxù) (Taipei, 4 ottobre 1971) è uno scrittore malese che vive a Londra.

## Biografia
Tash Aw nasce il 4 ottobre 1971 a Taipei (Taiwan) da genitori malesi che lavoravano nella capitale di Taiwan; il padre è un ingegnere elettrico e la madre una geometra. I nonni, di origini cinesi e di umili origini, presero parte alla grande migrazione degli anni Venti che portò numerosi cinesi in Malesia. Tash Aw cresce a Kuala Lumpur in un quartiere di etnia cinese. Nonostante parli malese, cinese mandarino, cantonese e inglese, il mancato apprendimento del dialetto dei genitori (hainanese e hokkien) gli preclude la possibilità di comunicare agevolmente con i cugini, accrescendo il suo senso di estraneità.
Nel 1991 si trasferisce in Gran Bretagna per studiare legge a Cambridge. Finiti gli studi, lavora come portiere e tutor di lingua cinese, prima di trovare impiego come avvocato in un'azienda. Nel 2002 il sogno di diventare scrittore lo porta ad iscriversi alla facoltà di scrittura creativa dell'University of East Anglia (UEA) a Norwich. Debutta come scrittore nel 2005 quando la casa editrice Fourth Estate pubblica il suo primo romanzo, "La vera storia di Johnny Lim" (The harmony silk factory).
Tash Aw vive a Londra, anche se compie numerosi viaggi in Asia, e lavora regolarmente per la BBC occupandosi delle notizie culturali del Sud-est asiatico. Collabora con giornali e riviste come London Review of Books, Granta 100 e The New York Times, dove lavora come opinionista.

## Romanzi
Nonostante il trasferimento per motivi di studio e il lungo distacco dal paese natio, le origini malesi di Tash Aw hanno influenzato moltissimo la sua opera. I suoi romanzi sono ambientati nel Sud-est Asiatico in momenti storici ben precisi e di vitale importanza per questa regione.

### La vera storia di Johnny Lim(2005)
Nel suo primo romanzo, La vera storia di Johnny Lim (The harmony silk factory), pubblicato nel 2005, è ambientato nella Malesia britannica degli anni Trenta e Quaranta. Il protagonista è un cinese immigrato in Malesia, la cui vita controversa (mercante di stoffe, assassino, comunista clandestino) è raccontata attraverso gli occhi di tre narratori: il figlio Jasper, la moglie Snow e il migliore amico Peter Wormwood. Ciascuno di loro fornisce una versione diversa della vita di questo personaggio, disorientando il lettore che non sa a quale credere. La compresenza di diverse possibili letture, variabili a seconda del punto di vista dell'osservatore, e la dimensione multiforme ed enigmatica che contraddistingue questo romanzo, vengono ricondotti dallo stesso scrittore all'ambiguità che caratterizza la storia della Malesia della prima metà del Novecento, che fa da sfondo all'intera narrazione. La critica Sharmani Patricia Gabriel, analizzando questo testo alla luce delle definizioni di etnia e identità nazionale nella Malesia multiculturale, ha letto questo romanzo come un tentativo di riscrivere e rivendicare l'identità cinese contrastando la versione ufficiale dell'identità nazionale che emargina le minoranze della Malesia.
L'opera è stata selezionata per il Man Booker Prize 2005, ha vinto il Whitbread Book Awards First Novel Award 2005 e il Commonwealth Writers Prize (South East Asia and South Pacific Region Best First Book).

### Mappa del mondo invisibile(2009)
Nel secondo romanzo Mappa del mondo invisibile la guerra civile indonesiana scoppiata nell'estate del 1964 accompagna la storia di Adam, un ragazzo di sedici anni, e ne influenza irrimediabilmente lo sviluppo. Adottato in giovane età da un pittore olandese, il ragazzo si troverà da solo dopo l’arresto di quest’ultimo, vittima di una politica di repressione contro gli stranieri. L’arresto del padre e il conseguente senso di abbandono del figlio sono una conseguenza del momento storico in cui vivono.

### Miliardario a cinque stelle(2013)
In questo romanzo la Shanghai del XXI secolo viene descritta come l’equivalente asiatico del sogno americano, una città piena di energia, contraddizioni e possibilità, ma anche capace di far provare un incredibile senso di solitudine a coloro che, presi dalle loro vite e dal loro successo, non riescono a creare delle relazioni reali.
Punto comune a tutte le opere di Aw è l'utilizzo del sublime, qui da intendere non solo come linguaggio elevato che riesce a instillare nella mente del lettore un concetto di grande portata, ma anche come sentimento che la visione di qualcosa di monumentale suscita nell'uomo. Lo spunto da cui far partire questo sentimento Aw lo trae dalla storia, in particolare dagli eventi storici che utilizza per scopi narrativi.

### We, the survivors(2019)
Ambientato in Malesia, racconta l'ascesa e la caduta di Ah Hock, un uomo semplice nato e cresciuto in un villaggio di pescatori che volendo farsi strada e acquistare una posizione sociale, accetta di essere coinvolto nello sfruttamento di migranti illegali, ridotti a schiavi invisibili, privi di valore anche per le autorità: "Bangla, Myanmar, Nepal... persino l'Africa. È come se provenissero tutti da un grande continente senza nome. ". Su Min, tornata in Malesia dagli Stati Uniti dopo essersi laureata in sociologia, ne raccoglie come giornalista la storia durante un'intervista, realizzata dopo che Ah Hock ha scontato una pena detentiva per aver ucciso un uomo. Una storia personale che rinvia a una storia globale, alle disuguaglianze economiche e alle contraddizioni sociali e razziali della Malesia moderna. Ricorda Aw in un'intervista: ”Il razzismo non ruota attorno alla persona bianca ”, e la colpa bianca non è "l'unico tipo di colpa al mondo".

## Opere

### Romanzi
- 2005. The harmony silk factory, New York, Riverhead Books

La vera storia di Johnny Lim, traduzione di Giuseppe Marano, Roma, Fazi, 2006, ISBN 88-8112-732-6
- 2009. Map of the invisible world, New York, Spiegel & Grau Trade Paperbacks

Mappa del Mondo Invisibile, traduzione di Giuseppe Marano, Roma, Fazi, 2009, ISBN 978-88-6411-025-7
- 2013. Five Star Billionaire, Londra, HarperCollins, 2013, ISBN 9780007494187

Miliardario a cinque stelle, traduzione di Giuseppe Marano, Roma, Fazi, ISBN 9788893254809
- 2019. We, the survivors, Fourth Estate  Noi, i sopravvissuti, traduzione di Anna Nadotti, Torino, Einaudi, 2020, ISBN 9788858434826

### Storie Brevi
- 2006. The American brick problem [16]
- 2007. To The City[17]
- 2011. Sail
- 2012. 《天怀疑》, Tiān huáiyí (Dubbio Celeste)
- 2013. Tiger

### Articoli e Saggi
- Look East, Look To The Future[18]
- You Need To Look Away: Visions of Contemporary Malaysia[19]
- Heart and Soul in Every Stitch[20]
- A Stranger at the Family Table[2] (tratto da "The Face: Strangers on a Pier")
- Bridge to Nowhere[21]
- Burgess and the Malay Novels[22] (file audio: Un saggio di Tash Aw sullo scrittore Anthony Burgess).

- The Face: strangers on a pier, New York, Regan Arts, 2016

Stranieri sul molo, traduzione di Martina Prosperi, Torino, Add, 2017, ISBN 978-88-6783-146-3

## Riconoscimenti
- 2005 - Whitbread Book Awards First Novel Award[4]
- 2005 - Commonwealth Writers Prize[4]
- 2013 - O. Henry Prize, con il racconto Sail pubblicato nella rivista A public Space[23]
- 2016 - finalista al Los Angeles Times' Christopher Isherwood Prize for Autobiographical Prose con The Face: Strangers on a Pier[24]